# Meliosma littlei
Meliosma littlei är en tvåhjärtbladig växtart som beskrevs av José Cuatrecasas. Meliosma littlei ingår i släktet Meliosma och familjen Sabiaceae. Inga underarter finns listade.